# Distrikt Allauca

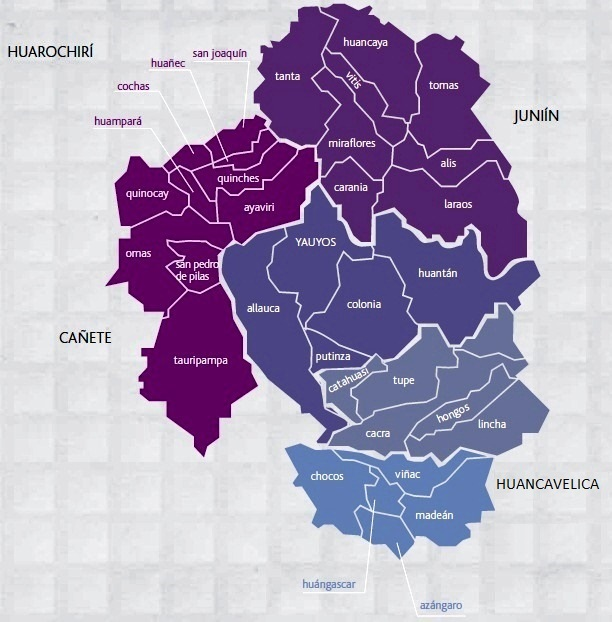
Karte der Provinz Yauyos

Der Distrikt Allauca liegt in der Provinz Yauyos in der Region Lima im zentralen Westen von Peru. Der Distrikt wurde am 16. August 1920 als Distrikt Ayauca gegründet. Am 12. Januar 2007 wurde der Distrikt umbenannt und heißt seitdem Distrikt Allauca.
Der Distrikt besitzt eine Fläche von 518 km². Beim Zensus 2017 wurden 1257 Einwohner gezählt. Im Jahr 1993 lag die Einwohnerzahl bei 1123, im Jahr 2007 bei 1773. Sitz der Distriktverwaltung ist die 3125 m hoch gelegene Ortschaft Ayauca (oder Allauca) mit 388 Einwohnern (Stand 2017). Ayauca befindet sich knapp 20 km südwestlich der Provinzhauptstadt Yauyos.

## Geographische Lage
Der Distrikt Allauca befindet sich in der peruanischen Westkordillere südwestzentral in der Provinz Yauyos. Die Längsausdehnung in Nord-Süd-Richtung beträgt etwa 48 km, die maximale Breite liegt bei 24 km. Der Río Andahuasi entwässert den nördlichen Teil des Distrikts nach Süden und mündet in den Río Cañete, der entlang der südöstlichen Distriktgrenze nach Süden strömt.
Der Distrikt Allauca grenzt im Südwesten und im Westen an die Distrikte Tauripampa und San Pedro de Pilas, im Norden an die Distrikte Omas und Ayaviri, im Osten an die Distrikte Yauyos, Putinza und Catahuasi, im äußersten Südosten an die Distrikte Cacra und Chocos sowie im Süden und im Südwesten an die Distrikte Zúñiga und Pacarán (beide in der Provinz Cañete).

## Ortschaften
Im Distrikt gibt es neben dem Hauptort folgende größere Ortschaften:
- Aucampi